# Isaias Galván
Isaias Betsan Galván Peña (ur. 14 marca 2005 w Monterrey) – meksykański piłkarz występujący na pozycji napastnika, od 2023 roku zawodnik Tigres UANL.